# Муна (остров)
Муна (на индонезийски: Pulau Muna) е остров от групата на Големитe Зондски острови, разположен в западната част на море Банда, на югоизток от остров Сулавеси, принадлежащ на Индонезия, с площ 2889 km². Населението на острова към 2020 г. наброява 314 750 жители. Три протока го отделят от съседните острови: от Сулавеси (11 km, на север), от Кабаена (24 km, на запад) и от Бутунг (0,53 km, на изток). Релефът е равнинен и хълмист с максимална височина 445 m. Северозападните му части са изградени от пясъчници, варовици и глини, а южните – предимно от коралови варовици, на места окарстени. Покрай югозападния му бряг се простират коралови рифове. Покрит е с вечнозелени екваториални гори. Развива се тропично земеделие. Главен населен пункт е град Раха на източния бряг.